# Herman Dyberg
Herman Marcus Daniel Dyberg, född 16 april 2001 i Falköping, är en svensk handbollsspelare (vänstersexa). Han spelar i IFK Skövde, som han kom till ifrån sin moderklubb Falköpings AIK.